# کردکندی (تبریز)
کردکندی یکی از روستاهای استان آذربایجان شرقی است که در دهستان اسپران بخش مرکزی شهرستان تبریز واقع شده‌است.این روستا ۲۰۰ نفر جمعیت دارد.